# Fernmeldeturm Schleswig
Der Fernmeldeturm Schleswig ist ein 137 Meter hoher, für die Öffentlichkeit nicht zugänglicher Fernmeldeturm im Nordwesten von Schleswig. Er dient neben dem Richtfunk auch zur Verbreitung von Fernseh-(DVB-T) und Hörfunkprogrammen. Darüber hinaus wird er als Basisstation für Mobilfunk genutzt.

## Geschichte

### Planungsphase
Ende der 1980er Jahre beschloss die Deutsche Bundespost aufgrund der Wachstumsraten im Telefonverkehr, den Text- und Datendiensten und dem Aufkommen neuer Mobilfunksysteme den Bau eines neuen Fernmeldeturmes.
Als bauvorbereitende Maßnahme wurde im Sommer 1988 eine Erschließungsstraße, ausgehend von der Flensburger Straße gebaut. Aufgrund des Untergrundes (Schluff und Torf) musste der Untergrund dieser Straße mit mehrlagigen Kiesschichten gefestigt und durch ein Drainagensystem entwässert werden. Dazu wurden noch eine Regenwasser-Sammelleitung und die Entsorgungsleitungen für Schmutz- und Regenwasser verlegt.

### Turmbau

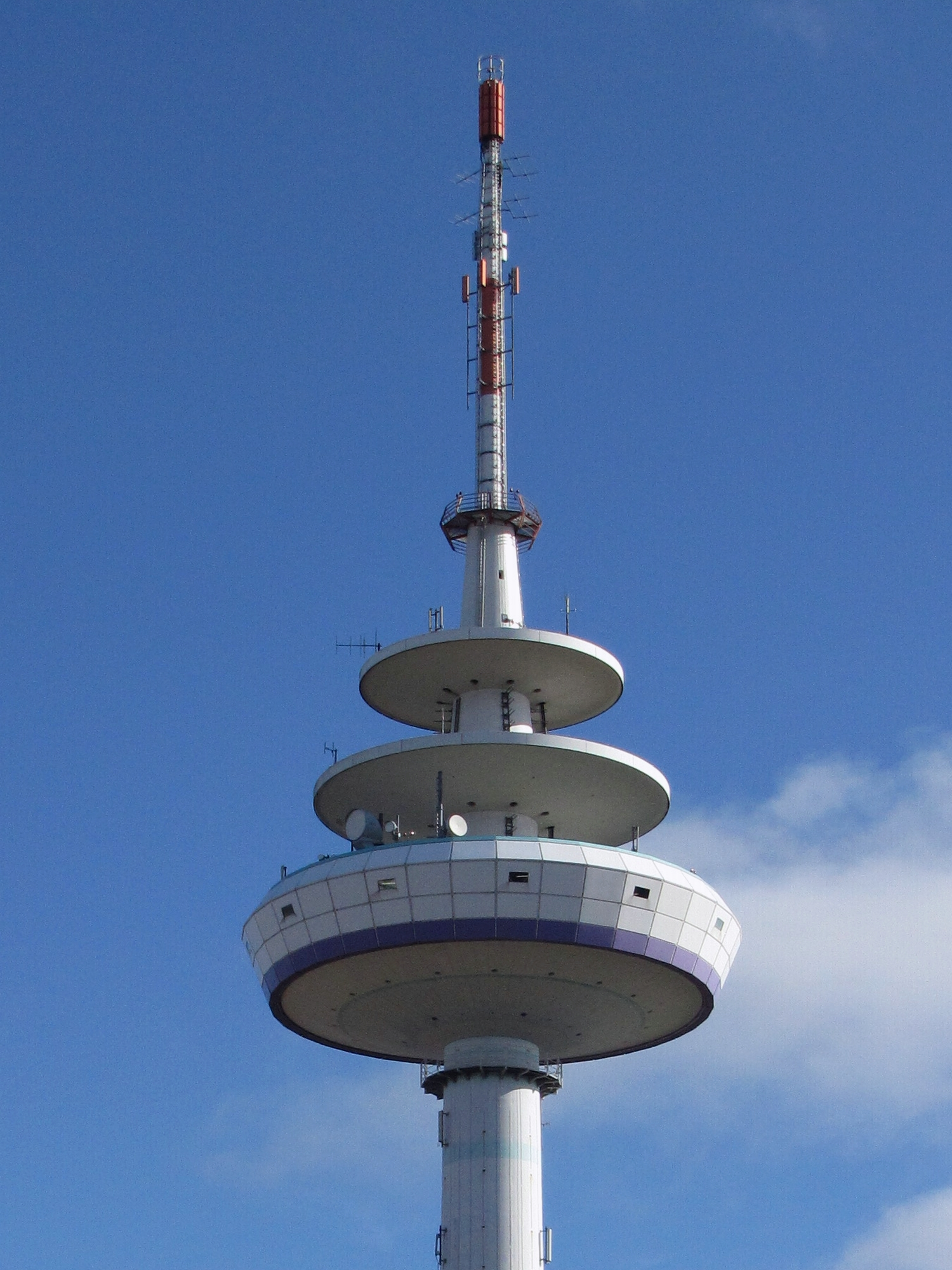
Antennenspitze und Plattformen für die Ausrüstung für Sendebetrieb und Übertragung, FMT Schleswig (Foto 2012)

Mit dem Herstellen des Turmsockels begannen im August 1989 die eigentlichen Bauarbeiten. Der Sockeldurchmesser beträgt 19 Meter. Es wurden 50 t Baustahl und 800 m³ Beton verbaut.
Im September 1989 wurde mit dem Bau des Schaftes begonnen. Im Mai 1990 erreichte der Turm eine Höhe von 80 Meter. Nun begann der Bau des Betriebsgeschosses in 71 Metern Höhe. Hierzu wurden die Segmente der Schalung am Boden vorbereitet. Nach Anbringen der Segmente am Turm wurde das „Fundament“ der ersten Ebene gegossen. Es folgte die Bodenplatte des Betriebsgeschosses. Im Juni und Juli 1990 folgte die Decke des Betriebsraumes, die zugleich die 1. Ebene der Antennenplattform ist. Hier wurden die ersten Antennenträger installiert. Die Verkleidung des Betriebsraumes erfolgte im Herbst 1990.
Im Anschluss folgte der Weiterbau des Turmes bis zu einer Höhe von 103 Metern. Mit der Herstellung der 3. Ebene der Antennenplattform mit einem Durchmesser von 15 Metern wurde im Oktober 1990 begonnen. Im November 1990 folgte die 2. Ebene mit einem Durchmesser von 25 Metern.
Die Anlieferung der sechs Einzelteile der 36 Meter hohen Turmspitze erfolgte im Januar 1991. Jedes dieser Einzelteile hat eine Masse von zirka sieben Tonnen. Da der Turm auf eine maximale Windgeschwindigkeit von 150 km/h ausgelegt ist, wurde die Turmspitze innen mit 96 Stahlseilen befestigt, die zusammen für eine Gewichtskraft von 12,24 MN ausgelegt sind.
Das Richtfest fand am 14. Februar 1991 statt.
Im Frühjahr 1991 erfolgte die Montage des 2,4 m langen Blitzableiters, der elektrischen Anlagen und des Fahrstuhls. Der Turm wurde farblich gestaltet. Der Künstler Erich Lethgau aus Stubben entwickelte hierzu das Farbkonzept. Die Bestückung des Turmes mit Antennen erfolgte ab Mitte April 1991.
Mit dem Abschluss der Bauarbeiten im Frühjahr 1992 beliefen sich die Gesamtkosten auf 13 Mio. D-Mark.

### Betrieb des Turmes
Die Telekom richtete zusammen mit dem Schleswig-Holsteinischen Zeitungsverlag und den Geschäftsleuten am Lattenkamp einen Wettbewerb aus, indem ein Spitzname für den Fernmeldeturm gefunden werden sollte. Aus den 258 Vorschlägen entschied sich die Jury für den Namen „Schliekieker“.
Der Fernmeldeturm Schleswig wurde am 19. Mai durch den Bürgermeister Klaus Nielsky mit den Worten „Ik döp di op de Nom Schliekieker“ offiziell eröffnet. Mit der Eröffnung fand eine „Turmwoche“ statt, die Geschäftsleute rund um den Schliekieker organisierten. Am Ende der „Turmwoche“ durften Besucher im Rahmen eines Tages der offenen Tür den Betriebsraum besichtigen. Der Reinerlös der Turmwoche spendeten die Veranstalter der Kreisgruppe Schleswig-Flensburg des B.U.N.D. Hiermit soll das Biotop „Himmelsauge“ gepflegt werden.
Mit der Inbetriebnahme konnten in Schleswig auf Kanal 52 der Privatsender Sat.1 und auf Kanal 54 der Privatsender RTL plus empfangen werden. Neben mehreren Richtfunkstrecken wurden auch Sender für das C-Netz und D-Netz sowie Anlagen für den Cityruf installiert.
Auch im Jahr 1993 wurde am „Schliekieker“ eine „Turmwoche“ unter dem Motto Kultur am Turm statt. Nach dem Erfolg der Turmwochen schlossen sich die Geschäftsleute des Gewerbegebiets Nord in Schleswig zu einer Werbegemeinschaft zusammen. Das „Turmfest“ 1994 fand ebenfalls unter dem Motto Kultur am Turm und lockte 25.000 Gäste an. Das Volksfest wurde im Laufe der Folgejahre nicht mehr veranstaltet.

## Turmdaten
| Bauzeit:                             |  | 23. August 1989 bis 2. August 1991                              |
| Bauherr:                             |  | Deutsche Bundespost                                             |
| Baukosten:                           |  | 13 Mio. DM (entspricht einem heutigen Wert von 12,17 Mio. Euro) |
| Volumen des verbauten Beton:         |  | 2268 m³                                                         |
| Masse des verbauten Stahls:          |  | 295 t                                                           |
| Gesamthöhe:                          |  | 137 m                                                           |
| Sockeldurchmesser:                   |  | 19 m                                                            |
| Turmdurchmesser am Sockel:           |  | 7,5 m                                                           |
| Turmdurchmesser in 103 m:            |  | 2,6 m                                                           |
| Turmdurchmesser der Spitze in 103 m: |  | 1,2 m                                                           |
| Turmdurchmesser der Spitze in 137 m: |  | 0,7 m                                                           |
| Nutzfläche des Betriebsraums:        |  | 480 m²                                                          |
| Höhe der FlugBefeuerung:             |  | 76 m, 103 m, 137 m                                              |

## Frequenzen und Programme

### Digitaler Hörfunk (DAB/DAB+)
| 12B NDR SH12B (D__00342) | DAB+ Block des Norddeutschen Rundfunks - NDR 1 SH FL (Flensburg) (104 kbps) - NDR 2 SH (104 kbps) - NDR Kultur (104 kbps) - NDR Info SH (104 kbps) - N-Joy (104 kbps) - NDR Blue (104 kbps) - NDR Schlager (104 kbps) - NDR Info Spezial (104 kbps) - NDR BWS - NDR TPEG | 5 | D (70–250°) | Flensburg, Husum, Morsum (Sylt), Kappeln-Ost (R), Niebüll (Fernmeldeturm) (R), Schleswig |

### Digitales Fernsehen (DVB-T2)
Die DVB-T2-Ausstrahlungen im Gleichwellenbetrieb (Single Frequency Network) mit anderen Standorten.
| Kanal | Frequenz (MHz) | Multiplex                                   | Programme im Multiplex | ERP (kW) | Sendediagramm rund (ND)/ gerichtet (D) | Polarisation horizontal (H)/ vertikal (V) | Modulations- verfahren | FEC | Guard- intervall | Bitrate (MBit/s) | SFN                                                                             |
| ----- | -------------- | ------------------------------------------- | --- | -------- | -------------------------------------- | ----------------------------------------- | ---------------------- | --- | ---------------- | ---------------- | ------------------------------------------------------------------------------- |
| 21    | 474            | Gemischter Multiplex von ZDF und freenet TV | - ZDF HD - 3sat HD - KiKa HD - ZDFneo HD - ZDFinfo HD - freenet TV connect (HbbTV-Dienst mit mehreren Streams) | 10       | ND                                     | V                                         | 64-QAM (16-k-Modus)    | 3/5 | 19/128           | 22               | Schleswig, Flensburg-Engelsby, Bungsberg (NDR), Fernmeldeturm Kiel, Sender Kiel |
| 39    | 618            | ARD regional (NDR)                          | - NDR Fernsehen HD (Schleswig-Holstein) - WDR Fernsehen (Köln) HD / NDR HD (Niedersachsen) (zeitw.) - SWR Fernsehen BW HD / NDR HD (MV)(zeitw.) - MDR Fernsehen (Sachsen-Anhalt) HD - BR Fernsehen Süd HD / NDR HD (HH)(zeitw.) | 10       | ND                                     | V                                         | 64-QAM (16-k-Modus)    | 1/2 | 19/128           | 18,2             | Schleswig, Flensburg-Engelsby, Bungsberg (NDR), Fernmeldeturm Kiel, Sender Kiel |
| 47    | 682            | ARD Digital                                 | - Das Erste HD - phoenix HD - arte HD - tagesschau24 HD - one HD | 10       | ND                                     | V                                         | 64-QAM (16-k-Modus)    | 1/2 | 19/128           | 18,2             | Schleswig, Flensburg-Engelsby, Bungsberg (NDR), Fernmeldeturm Kiel, Sender Kiel |

bis zum 25. April 2017 ist folgender DVB-T-Nachlauf zu empfangen:
| Kanal | Frequenz (MHz) | Multiplex       | Programme im Multiplex                                                           | ERP (kW) | Sendediagramm rund (ND)/ gerichtet (D) | Polarisation horizontal (H)/ vertikal (V) | Modulations- verfahren | FEC | Guard- intervall | Bitrate (MBit/s) | SFN                                            |
| ----- | -------------- | --------------- | -------------------------------------------------------------------------------- | -------- | -------------------------------------- | ----------------------------------------- | ---------------------- | --- | ---------------- | ---------------- | ---------------------------------------------- |
| 35    | 586            | NDR (DVB-T alt) | - Das Erste - NDR Fernsehen (Schleswig-Holstein) - NDR Fernsehen (Hamburg) - ZDF | 20       | ND                                     | V                                         | 16-QAM (8-k-Modus)     | 2/3 | 1/4              | 13,27            | Schleswig, Flensburg-Engelsby, Bungsberg (NDR) |

### Digitales Fernsehen (DVB-T)
Bis zum 28. März 2017 wurde folgendes Angebot via DVB-T ausgestrahlt:
| Kanal | Frequenz (MHz) | Multiplex                             | Programme im Multiplex | ERP (kW) | Antennen- diagramm rundum (ND)/ gerichtet (D) | Polarisation horizontal (H) / vertikal (V) | Modulations- verfahren | FEC | Guard- intervall | Bitrate (MBit/s) | SFN mit                                              |
| ----- | -------------- | ------------------------------------- | --- | -------- | --------------------------------------------- | ------------------------------------------ | ---------------------- | --- | ---------------- | ---------------- | ---------------------------------------------------- |
| 47    | 682 (UHF)      | ARD Digital (NDR)                     | - Das Erste - Phoenix - ARTE - tagesschau24 | 5        | ND                                            | V                                          | 16-QAM (8-k-Modus)     | 2/3 | 1/4              | 13,27            | Schleswig, Flensburg-Engelsby, Kiel, Bungsberg (NDR) |
| 39    | 618 (UHF)      | ARD regional (NDR) Schleswig-Holstein | - NDR Fernsehen (Schleswig-Holstein) - WDR (Köln) / NDR (Niedersachsen) (zeitw.) - MDR (Sachsen-Anhalt) / NDR (MV) (zeitw.) - BR (Schwaben/Altbayern) / NDR (HH) (zeitw.) | 5        | ND                                            | V                                          | 16-QAM                 | 2/3 | 1/4              | 13,27            | Schleswig, Flensburg-Engelsby, Kiel, Bungsberg (NDR) |
| 21    | 474 (UHF)      | ZDFmobil                              | - ZDF - 3sat - ZDFinfo - KiKA (06–21:00 Uhr)/ZDFneo (21–06:00 Uhr) | 5        | ND                                            | V                                          | 16-QAM (8-k-Modus)     | 2/3 | 1/4              | 13,27            | Schleswig, Flensburg-Engelsby, Kiel, Bungsberg (NDR) |

### Analoges Fernsehen
Die Abstrahlung der analogen Fernsehsender wurde mit der Einführung von DVB-T eingestellt.
| Kanal | Frequenz (MHz) | Programm                            | ERP (kW) | Sendediagramm rund (ND)/ gerichtet (D) | Polarisation horizontal (H)/ vertikal (V) |
| ----- | -------------- | ----------------------------------- | -------- | -------------------------------------- | ----------------------------------------- |
| 52    | 719,25         | Sat.1 (Hamburg/Schleswig-Holstein)  | 0,8      | ND                                     | V                                         |
| 54    | 735,25         | RTL Television (Schleswig-Holstein) | 0,8      | ND                                     | V                                         |